# تور آنفیبیو
تور آنفیبیو (به اسپانیایی: Amphibious Tour‎) یک تور کنسرت از خواننده و ترانه‌سرای کلمبیایی شکیرا است که از ۲۱ فوریه ۲۰۰۰ در لیما (پرو) آغاز شد، و در تاریخ ۱۲ مه همان سال در بوئنوس آیرس (آرژانتین) به پایان رسید. نام آنفیبیو (Anfibio) در زبان فارسی به معنای «دوزیست» می‌باشد و این نام توسط خود شکیرا انتخاب شد. این تور با پشتیبانی مالی نوکیا برگزار شد.

## فهرست مجموعه
1. "¿Dónde Estás Corazón?"
2. "Si Te Vas"
3. "Inevitable"
4. "Dónde Están los Ladrones?"
5. "Antología"
6. "Ojos Así"
7. "Octavo Día"
8. "Moscas en la Casa"
9. “Ciega, Sordomuda”
10. “Tú”
11. "Alfonsína y el Mar" (cover)
12. "Pies Descalzos, Sueños Blancos"
13. “Estoy Aquí”
14. "Sombra De Ti"
15. "No Creo"